# Waterslootsebrug
De Waterslootsebrug is een gemetselde stenen boogbrug met balusterleuningen in het centrum van de stad Delft, in de Nederlandse provincie Zuid-Holland. De brug is een rijksmonument en is gebouwd in het jaar 1677.